# Jean Nicolas Seroux de Fay
Pour les articles homonymes, voir Nicolas Fay (homonymie) et Seroux.
Jean Nicolas baron de Seroux de Fay , né le 3 décembre 1742 à Paris, mort le 5 septembre 1822 à Compiègne (Oise), est un général français

## Biographie

### Famille
D'une famille noble, originaire du comté de Namur, qu'elle quitte vers le milieu du XIVe siècle pour s'établir en Picardie, Jean Nicolas Seroux de Fay est le fils de Pierre François de Seroux, seigneur de Venette, commissaire des guerres au département du Soissonnais, contrôleur des rentes de l'Hôtel de Ville, et le petit-fils de Nicolas d'Orbay. Il est le cousin du général Jean-Baptiste Seroux d'Agincourt et de son frère Jean Baptiste Louis Georges Seroux d'Agincourt.

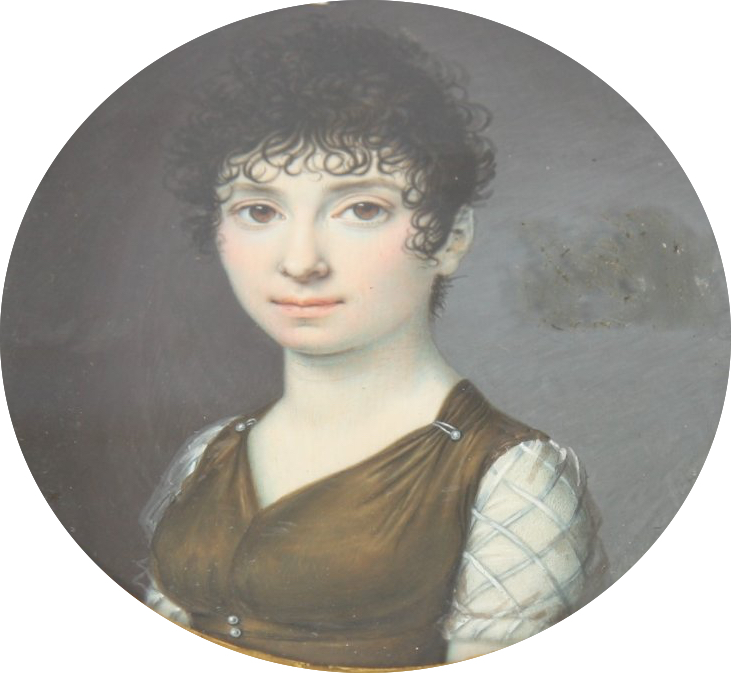
Portrait de sa fille, la baronne de Biquilley.

Marié avec Catherine Charlotte Lazarine Le Doulcent de Toulmont, il est le beau-père du général Pierre Marie de Bicquilley.

### États de service
Il entre en service le 5 juin 1755, comme cadet gentilhomme au 1er bataillon d’artillerie de Ménonville, il devient sous-lieutenant le 1er janvier 1757, et il fait les campagnes en Hanovre. Il commande une batterie qui a 25 de ses canonniers tués sur leurs pièces lors de la Bataille de Hastenbeck le 26 juillet 1757. Le 23 juin 1758, pendant la Bataille de Krefeld, son capitaine ayant été tué, il prend le commandement de la batterie établie devant Hamelnbourg, qu’elle battait sous son feu. Il est nommé lieutenant en mars 1762, à la brigade de Villepatour, et il passe le 1eroctobre 1765 au régiment de Toul. Il reçoit son brevet de capitaine le 28 février 1769, et il est fait chevalier de Saint-Louis en 1781.
Major en 1788, lieutenant-colonel en mars 1791, il commande l’artillerie de la place de Calais, et il est chargé de l’armement des côtes de Dunkerque à Boulogne. Il est nommé chef de brigade le 19 mars 1793 au 7e régiment d’artillerie à pied, et il assiste au blocus de Mayence du 10 avril au 23 juillet 1793. Le 6 septembre 1793 il est démis de ses fonctions et arrêté pour « avoir témoigné des opinions contraires au système républicain ».
Libéré en janvier 1795, il reprend du service le 7 avril 1795 à l’armée de Sambre-et-Meuse, et en août 1796 il se trouve à la prise de Königsberg. L’année suivante il commande l’artillerie de l’aile droite de l’armée de Sambre-et-Meuse, et il se distingue le 18 avril 1797 à la Bataille de Neuwied. Il est promu général de brigade le 5 février 1799, et il prend le commandement de l’artillerie pendant la campagne en Hollande, au cours de laquelle il se fait remarquer le 19 septembre 1799, lors de la bataille de Bergen.

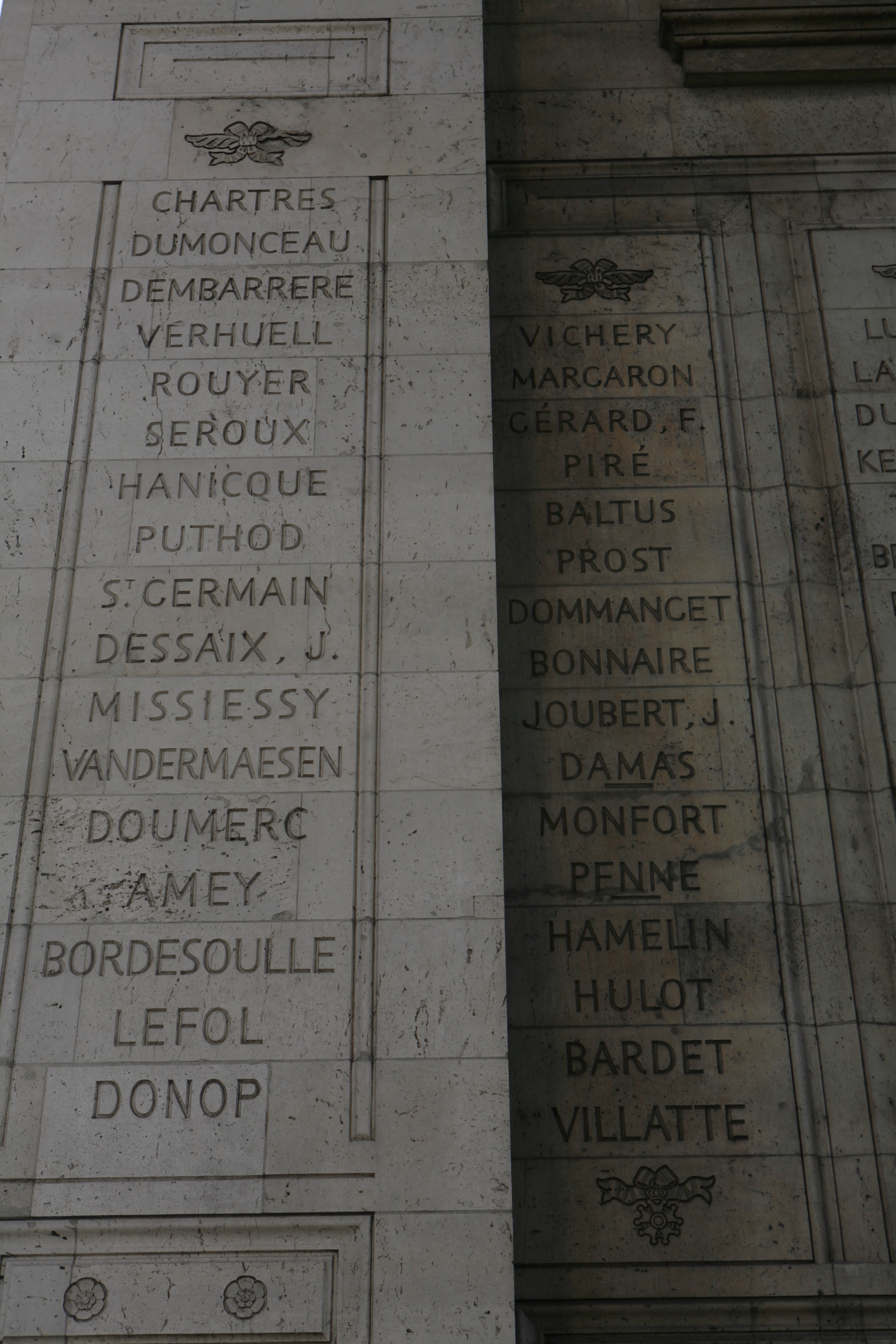
Noms gravés sous l'arc de triomphe de l'Étoile : pilier Ouest, 1re et 2e colonnes.

Employé en 1800 au comité  central d’artillerie, il prend, en octobre 1801, le commandement en chef de l’artillerie de l’armée d’observation du Midi. Le 21 janvier 1802, il commande l’école de l'artillerie à Douai, et en 1803, devient inspecteur général d’artillerie en Belgique. Il est fait chevalier de la Légion d’honneur le 11 décembre 1803, et commandeur de l’ordre le 14 juin 1804. De 1803 à 1805, il occupe les fonctions de commandant en chef de l’artillerie du camp de Montreuil.
Il est élevé au grade de général de division le 8 février 1806, et il participe à la campagne de Prusse et de Pologne, en tant que commandant de l’artillerie du 6e corps de la Grande Armée. Il se distingue le 14 juin 1807 à la Bataille de Friedland, ce qui lui vaut le 11 juillet 1807 la décoration de grand officier de la Légion d’honneur. Il est créé baron de l’Empire le 20 juillet 1808, et le 7 septembre suivant il est envoyé au 6e corps de l’armée d’Espagne.
De retour en France, il commande le 8 août 1809 l’artillerie du corps d’armée du maréchal Bernadotte à Anvers, et il est admis à la retraite le 4 mars 1810. Rappelé à l’activité le 4 avril 1810, il est nommé inspecteur général de l’artillerie de Belle-Île-en-Mer, et en 1812 il participe à la campagne de Russie, comme commandant de l’artillerie de la place de Magdebourg le 22 août 1812. Le 28 janvier 1813, il assure le commandement de la défense de la ville en tant que gouverneur. Il est de retour en France le 20 juin 1814, et il est mis en non activité le 1er septembre 1814. Il est admis à la retraite le 7 décembre 1815, et il est fait grand-croix de l’ordre de Saint-Louis le 18 août 1819.
Il meurt le 5 septembre 1822, à Compiègne.

## Distinctions
Il fait partie des 660 personnalités à avoir son nom gravé sous l'arc de triomphe de l'Étoile. Il apparaît sur la 1re colonne (l’Arc indique SEROUX).

## Dotation
- Le 5 octobre 1808, donataire d’une rente de 10 000 francs sur le royaume de Westphalie.

## Armoiries
| Figure | Nom du baron et blasonnement |
| ------ | --- |
|        | Armes du baron Jean Nicolas Seroux de Fay et de l'Empire, décret du 19 mars 1808, lettres patentes du 20 juillet 1808, Grand officier de la Légion d'honneur Écartelé : au premier d'azur à deux étoiles d'or en chef et une rose d'argent en pointe ; au deuxième des barons militaires ; au troisième, parti, le premier d'or à la fasce de gueules, le deuxième d'or à l'arbre arraché de sinople, surmonté d'un comble d'argent chargé de quatre larmes d'azur; au quatrième écartelé; au premier et quatrième de gueules à la rencontre de bœuf d'argent ; le deuxième et troisième d'azur, à six besants d'or, trois, deux, et un - Livrées : bleu céleste, serin, et blanc. |

## Divers
- Portrait à la mairie de Compiègne.
- Archives personnelles au musée Vivenel.

## Sources
- (en) « Generals Who Served in the French Army during the Period 1789 - 1814: Eberle to Exelmans »
- Thierry Pouliquen, « Les généraux français et étrangers ayant servis [sic] dans la Grande Armée » (consulté le 25 janvier 2015)
- « La noblesse d’Empire » (consulté le 25 janvier 2015)
- « Cote LH/2505/9 », base Léonore, ministère français de la Culture
- A. Lievyns, Jean Maurice Verdot, Pierre Bégat, Fastes de la Légion-d'honneur, biographie de tous les décorés accompagnée de l'histoire législative et réglementaire de l'ordre, Tome 3, Bureau de l’administration, 1844, 529 p. (lire en ligne), p. 494.
- Vicomte Révérend, Armorial du premier empire, tome 4, Honoré Champion, libraire, Paris, 1897, p. 242.
- (pl) « Napoléon.org.pl »